# Onkelos

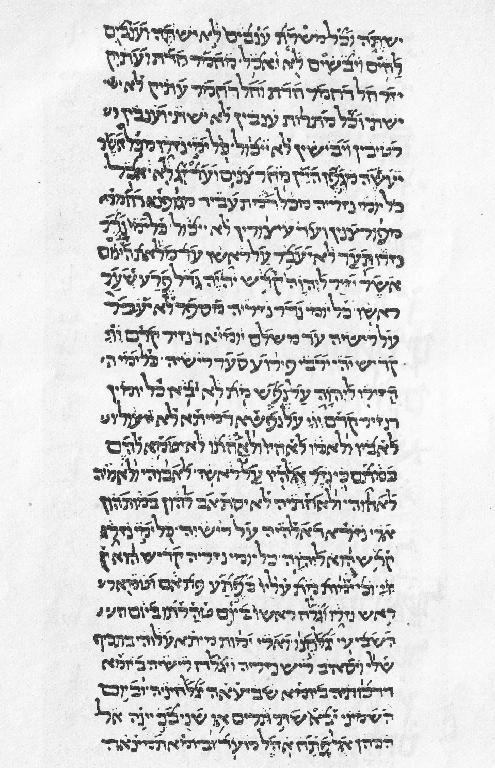
De Thoratekst afwisselend met de Targoem Onkelos.

Onkelos (Hebreeuws: אונקלוס) (ca. 35 - 120) is de beroemde Joodse proseliet die bekend is om zijn verklarende vertaling van de Thora in het Aramees. Hij was een neef van de Romeinse keizer Titus.

## Targoem Onkelos
Onkelos’ gezaghebbende vertaling is bekend onder de naam Targoem Onkelos ("targoem" is Hebreeuws voor vertaling). Zijn leraren Rabbi Eliezer en Rabbi Jehosjoe’a , grote autoriteiten in zijn tijd, prezen het werk van hun talmied (leerling). Ruim een millennium nadien hebben onder meer de joodse geleerden Rasjie en Maimonides de vertaling als noodzakelijk bestempeld om een goed begrip van de Thoratekst te krijgen. De verklarende vertaling weerspiegelt namelijk het begrip van de Thorageleerden in de tijd van Onkelos. Vandaag de dag wordt de Targoem Onkelos standaard afgedrukt naast de Thoratekst in Hebreeuwse edities tezamen met verklaringen van onder meer Rasjie, Ramban en Ibn Ezra in de zogenaamde standaardeditie Mikra’ot Migdalot.

## Onkelos in de Babylonische Talmoed
Onkelos wordt diverse malen in de Talmoed genoemd.
De Talmoed verhaalt in het traktaat Awoda Zara 11a, over de verscheidene pogingen van de keizer om Onkelos te arresteren. Het eerste Romeinse legioen arriveerde en Onkelos discussieerde met hen over de Tenach, waarna zij tot het jodendom overgingen. Het tweede legioen werd ook overgehaald om zich tot het jodendom te bekeren nadat hij de Goddelijke persoonlijke leiding van het Joodse volk vergeleek met de Romeinse sociale hiërarchie. Toen de keizer dit hoorde, zond hij een derde groep mannen en verbood hen om over religie te praten. Onkelos ging met de mannen mee en onderweg kwamen ze zijn mezoeza aan de deurpost tegen. Onkelos bleef staan. De mannen vroegen vervolgens wat voor voorwerp de mezoeza is. Onkelos legde hen uit dat iedere koning in zijn vertrek op zijn troon zit en dat de wachters buiten staan, maar bij de Koning der koningen is het andersom: Hij houdt buiten bij de ingang de wacht, zodat de Joden binnen beschermd zijn. Ook zij traden toe tot het jodendom. De keizer gaf het op.
De Jeruzalemse Talmoed geeft een variant op bovenstaande versie maar aldaar wordt de Joodse proseliet Aquila genoemd, die de Thora in het Grieks heeft vertaald. Hoogstwaarschijnlijk zijn deze twee verklaarders door gelijkenis van naam en achtergrond door elkaar gehaald.